# Christian Walton
Christian Timothy Walton (Truro, 9 novembre 1995) è un calciatore inglese, portiere dell'Ipswich Town.

## Palmarès

### Club

#### Competizioni nazionali
- Football League One: 1

Wigan: 2017-2018